# Фубуки Куно
Фубуки Куно (јап. 久野 吹雪; 27. децембар 1989) јапанска је фудбалерка.

## Репрезентација
За репрезентацију Јапана дебитовала је 2013. године.

## Статистика
| Јапан  | Јапан | Јапан |
| Год.   | Ута.  | Гол.  |
| ------ | ----- | ----- |
| 2013   | 1     | 0     |
| Укупно | 1     | 0     |